# Pero mephistola
Pero mephistola là một loài bướm đêm trong họ Geometridae.